# Vladimir Mensjov
Vladimir Mensjov (russisk: Влади́мир Валенти́нович Меньшо́в) (født 17. september 1939 i Baku i Sovjetunionen, død 5. juli 2021 i Rusland i Sovjetunionen) var en sovjetisk filminstruktør, skuespiller og manuskriptforfatter.

## Filmografi i udvalg
Som instruktør
- Rozygrysj (Poзыгрыш, 1976)[2][3]
- Moskva tror ikke på tårer (Москва слезам не верит) (1979/80)
- Ljubov i golubi (Любовь и голуби, 1984)
- Sjirli-myrli (Ширли-мырли, 1995)

Som skuespiller
- Prosti (da.: Undskyld mig, 1986)
- Kanikuly strogogo rezjima (da.: Helligdage med strengt regime, 2009)